# Korigaum
Korigaum (també Koregaon) és un poble de l'Índia al districte de Poona, Maharashtra, a la riba dreta del riu Bhima a uns 25 km al sud de Poona. És famós perquè s'hi va lliurar la batalla de Koregaon, una de les tres batalles que van posar fi al poder Maratha.